# Vought F-8 Crusader
O Vought F-8 Crusader foi um caça de superioridade aérea embarcado, monomotor, supersônico desenhado e produzido pela americana Vought. O F-8 foi a última aeronave de caça americana a ter canhões como armamento principal, ganhando o apelido de "O Último dos Pistoleiros" (inglês: The Last of the Gunfighters).
O desenvolvimento do F-8 iniciou após o requerimento para uma nova aeronave de caça pela Marinha dos Estados Unidos (USN) em setembro de 1952. A equipe de projetistas da Vought, liderada por Joh Rusell Clark, produziu o V-383, um caça relativamente heterodoxo, na qual possuía uma asa alta de incidência variável, fuselagem com regra de área, cauda totalmente móvel, extensão doogtooth na superfície de dobra das asas para melhorar a estabilidade e uso extenso de titânio na célula da aeronave. Em junho de 1953, a Vought recebeu uma encomenda inicial de três protótipos XF8U-1. Em 5 de março de 1955, o protótipo fez seu primeiro voo. A campanha de provas foi relativamente sem incidentes. Em 21 de agosto de 1956, piloto de provas da USN, R.W. Windsor, atingiu em provas a velocidade de 1.633 km/h (1.015 mi/h), sendo o F-8 a primeira aeronave a atingir velocidades acima de 1.600 km/h (1.000 mi/h).
Durante março de 1957, o F-8 foi introduzido em serviço ativo na Marinha dos Estados Unidos. Em adição a USN, o tipo foi posto em serviço no Corpo de Fuzileiros Navais dos Estados Unidos, (substituindo o Vought F7U Cutlass), na Aviação Naval Francesa e pela Força Aérea das Filipinas. Em seus primeiros anos, a aeronave teve uma taxa de acidentes acima da média, sendo uma aeronave relativamente difícil de pilotar. Crusaders americanos estiveram em combate na Guerra do Vietnã, engajando em dogfight contra caças  MiG-17 vietnamitas e em missões de ataque no teatro de operações. O RF-8 Crusader, variante de reconhecimento tático, teve um papel crucial na Crise dos Mísseis de Cuba, provendo fotografias dos mísseis balísticos de médio alcance (MRBM) soviéticos em Cuba, das quais eram impossíveis na época, com outros métodos. O RF-8 teve vida mias longa no serviço estadunidense, servindo na Reserva Naval dos Estados Unidos até 1987. Vários F-8 modificados foram utilizados pela NASA como aeronave de testes para vários sistemas, incluindo tecnologia fly-by-wire digital e desenhos de asas supercríticas. 

## Desenvolvimento

### Contexto

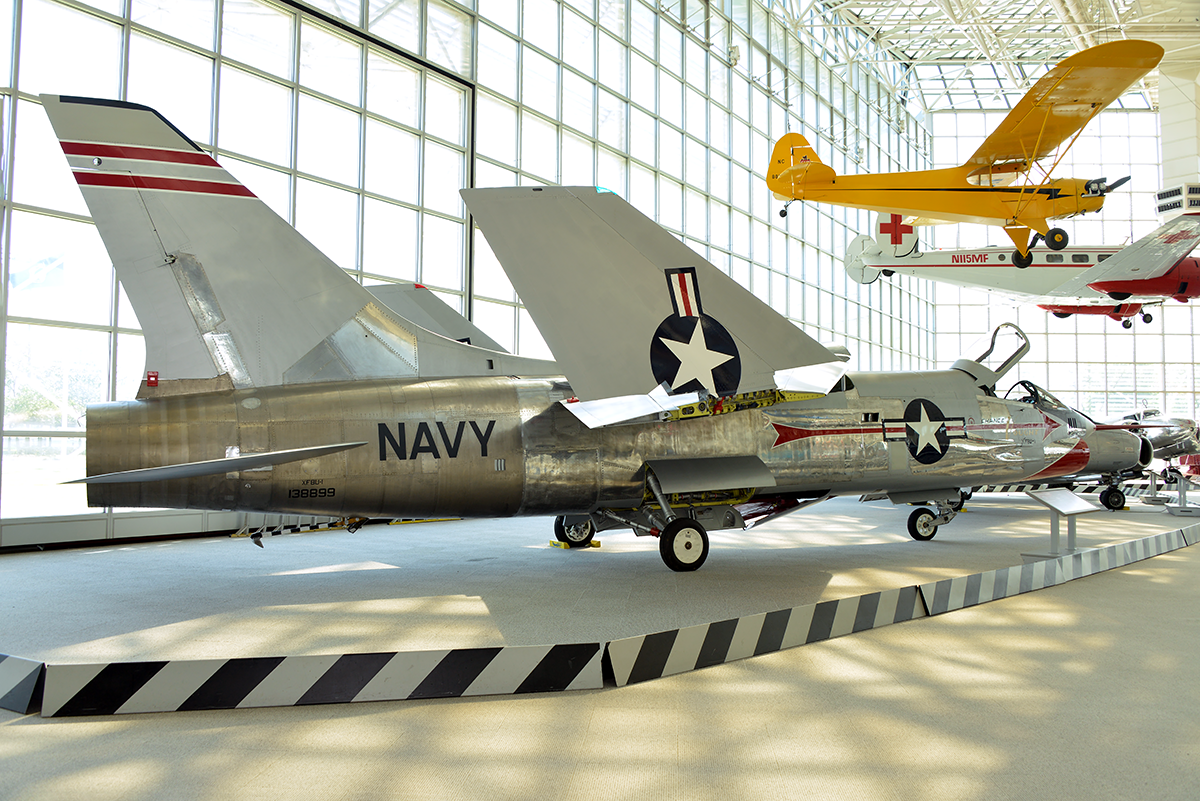
O protótipo do XF8U-1 Crusader no Museu do Voo, em Seattle

Durante o mês de setembro de 1952, a Marinha dos Estados Unidos (USN) liberou um requerimento para um novo caça. As especificações desse requerimento incluíam a velocidade máxima de Mach 1.2 a 9.100 m (30.000 ft) de altitude, uma razão de subida de 130 m/s (25.000 ft/min) e uma velocidade de pouso de no máximo 160 km/h (100 mi/h). Experiências da Guerra da Coréia demonstraram que o uso de metralhadoras de 12.7mm (.50) já não eram mais suficientes para o combate aéreo moderno, tendo como resultado no requerimento, o uso obrigatório de canhões de 20mm. A munição de 20x110mm USN já era de uso comum na Marinha antes mesmo do conflito na Coréia, com o F2H Banshee, o F9F Panther, o F3D Skyknight, o F7U Cutlass e o F4D Skyray, dentre outros, utilizando armas com esta munição.
Em resposta a esse requerimento, a fabricante americana de aeronaves Vought optou por produzir um novo desenho de sua engenharia, designado internamento como V-383. A equipe de projetistas da Vought foi liderada por John Russell Clark. O projeto era relativamente heterodoxo para um caça, possuindo uma asa alta, da qual necessitava de um trem de pouso curto e leve, montado na fuselagem. Um importante fator que contribuiu para facilitar o uso de um trem de pouso tão compacto, no entanto, foi o uso da asa de  incidência variável, nas quais reduziam a quantidade de pitch up necessário durante a configuração de pouso em baixa velocidade. Esta asa podia ser articulada em 7º para cima durante pousos e decolagens, e devido a isso, proporcionava maior ângulo de ataque sem a necessidade de levantar o nariz da aeronave, auxiliando na visibilidade e diminuindo a velocidade de pouso. Esta asa de incidência variável ajudou a equipe de desenvolvimento do F-8 a vencer o Troféu Collier de 1956.
A competição para este requerimento eram considerável; esta incluía o Grumman F-11 Tiger, o McDonnell F3H-H (uma variante bimotor do F3H Demon, que se tornaria futuramente o F-4 Phantom II) e o North American F-100 Super Sabre modificado para uso embarcado, sendo designado como Super Fury. Em adição a proposta do V-383, a Vought também apresentou uma variante de reconhecimento tático do projeto, o V-392.

### Em vôo

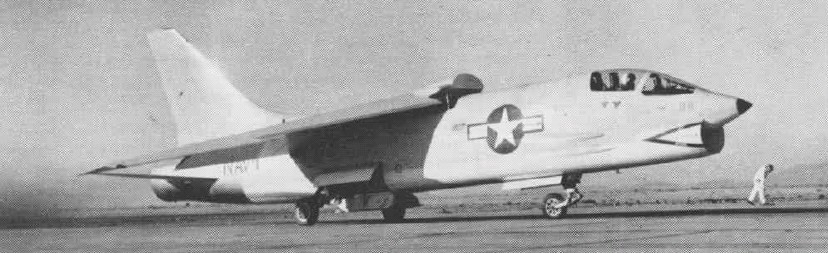
O F8U-1 Crusader (BuNo 141435), pilotado pelo Cmdt. "Duke" Windsor, taxiando em China Lake para executar uma quebra de recordes em 21 de agosto de 1956.

Durante o mês de maio de 1953, o projeto submetido pela Vought foi declarado vencedor; um mês depois, a fabricante recebeu a primeira encomenda inicial por três protótipos XF8U-1. Em 25 de março de 1955, o protótipo fez seu primeiro voo, com o piloto de provas Jonh Konrad aos comandos; a confiança no projeto era tão grande que foi decidido que a aeronave quebraria a barreira do som durante seu primeiro voo. O desenvolvimento foi relativamente livre de problemas, ao ponto que o segundo protótipo e a primeira aeronave de produção (designada F8U-1 e redesignado como F-8A) fizeram seus primeiros voos simultaneamente, no dia 30 de setembro de 1955. No dia 4 de abril de 1956, o F8U-1 fez seu primeiro lançamento por catapulta no convés do navio aeródromo USS Forrestal.
Começando no final de 1956, o protótipo XF8U-1 foi avaliado pelo VX-3, na qual durante a campanha de provas, foram encontrados alguns problemas. O desenvolvimento de armas foi conduzido na Estação Aeronaval de Armas de China Lake, com a aeronave designada para o desenvolvimento estabelecendo o recorde norte americano de velocidade em agosto de 1956. O Comandante (Cmdt.) "Duke" Windsor estabeleceu o recorde de velocidade em voo nivelado, marcando 1.634,173 km/h (1.015,428 mi/h) em 21 de agosto de 1956, batendo o recorde anterior de 1.323 km/h (822 mi/h) estabelecido por um F-100 Super Sabre da USAF, porém, não quebrando o recorde mundial de velocidade, que na época era de 1.822 km/h (1.132 mi/h) , estabelecido pelo Fairey Delta 2 em 10 de março de 1956.
Um dos primeiros F8U-1 foi convertido como aeronave de reconhecimento tático, sendo designado como F8U-1P (e sendo redesignado como RF-8A). Subsequentemente, o RF-8A foi equipado com câmeras a despeito de canhões e mísseis. Em 16 de julho de 1957, o Major (Maj.) John H. Glenn Jr. da USMC, completou o primeiro voo transcontinental supersônico em um F8U-1P, decolando da Estação Aeronaval (NAS) de Los Alamitos, na Califórnia, até Floyd Bennett Field, em Nova Iorque, fazendo todo trajeto em três horas, 23 minutos, 8.3 segundos.
Em paralelo com o F8U-1 e o F8U-2, a equipe de desenvolvimento do Crusader trabalhou em uma variante maior da aeronave, com ainda mais desempenho, na qual foi designada internamente como V-401 e, mais tarde, oficialmente designada como XF8U-3 Crusader III. Esta variante era externamente similar ao Crusader, na qual compartilhou diversos elementos de desenho, como as asas de incidência variável, porém, diferia por ser consideravelmente maior enquanto compartilhava poucos componentes com o Crusader, além de ser capaz de atingir maiores velocidades.

## Descrição

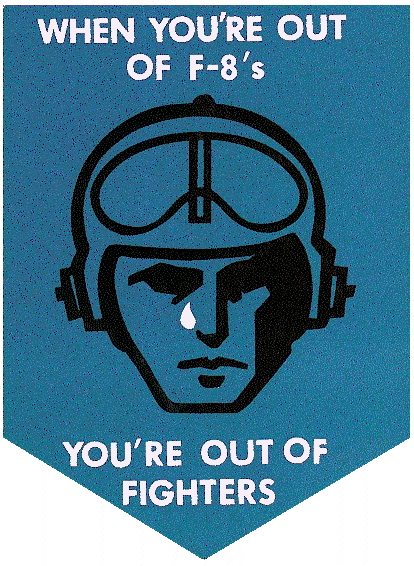
Insígnia dos pilotos do F-8

O F-8 Crusader era um caça de superioridade aérea, embarcado, monomotor e supersônico. Era tipicamente descrito como um caça "todo tempo", porém, as variantes iniciais eram somente equipadas com um radar estadiamétrico para estimar a distância para o disparo dos canhões, dependendo totalmente de fontes externas para guiamento até os alvos. Do F-8B em diante, um radar de controle de tiro mais capaz foi instalado, com variantes subsequentes sendo equipadas com radares de maior capacidade e mais confiáveis. O treinamento dos pilotos na época não focava muito no uso do radar em combate, tornando o equipamento menos efetivo do que poderia ter sido. A adição de aviônica avançada em modelos subsequentes, particularmente o F-8J, foi criticada por aumentar significativamente o peso da aeronave e ter efetividade questionável. Os pilotos reivindicavam frequentemente que os modelos mais modernos do F-8 não tinham a mesma capacidade de curva dos modelos iniciais e que haviam dificuldades de abortar um pouso, caso necessário; além da falta de confiabilidade do radar em climas tropicais.
Uma característica fundamental do F-8 eram suas asas de incidência variável, na qual possibilitava maior ângulo de ataque e aumentava a sustentação sem comprometer a visibilidade do piloto, sendo articulada em 7º fora da fuselagem durante pousos e decolagens. Simultaneamente, a sustentação era aumentada por flapes de bordo de ataque capazes de cair até 25º e flapes internos capazes de estender até 30º. O F-8 tomou vantagem das inovações aerodinâmicas da época, como uma fuselagem de regra de área, estabilizadores totalmente móveis, extensão doogtooth na superfície de dobra das asas para melhorar a estabilidade e uso extenso de titânio na célula da aeronave. A aeronave era propelida por um turbojato Pratt & Whitney J57, equipado com pós-combustor. Em sua variante original de produção, o F8U-1, o pós-combustor aumentava o empuxo do motor de 10.400 lbf (45.3 kN) para 16.000 lbf (71.7 kN), porém, ao contrário do motores subsequentes, faltava uma configuração intermediária de empuxo.
O armamento do F-8, na qual foi especificado pela Marinha dos Estados Unidos (USN), consistia de quatro canhões de 20mm; a aeronave seria o último caça norte americano a ter canhões como armamento primário. Eles foram suplementados com um casulo retrátil com 32 foguetes Mk.4/Mk.40 FFAR e trilhos laterais para dois mísseis ar-ar AIM-9 Sidewinder. Na prática, os mísseis Sidewinder se tornaram o armamento primário do F-8, com os canhões de 20mm sendo considerados "geralmente não confiáveis"; os F-8 tiveram boa parte de suas vitórias ar-ar marcadas com mísseis ar-ar. Foi sugerido que se a USN tivesse campanhas de provas dos armamentos mais realistas e rígidas, a confiabilidade dos canhões poderia ter aumentado consideravelmente.

## Histórico Operacional

### Marinha (USN) e Corpo de Fuzileiros Navais dos Estados Unidos (USMC)
Introdução

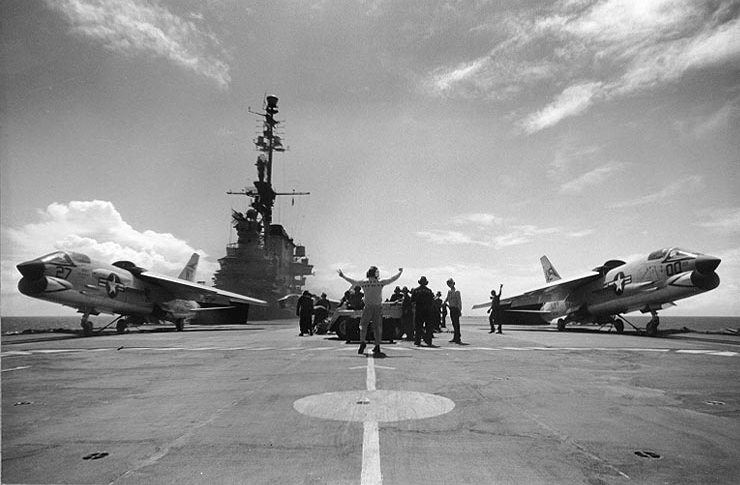
Dois Crusaders na preparação para lançamento no convés do USS Midway. Suas asas de incidencia variável estão na posição "alta"

O VX-3 foi uma das primeiras unidades a receber o F8U-1 em dezembro de 1956, se tornando uma das primeiras unidades operacionais do modelo em abril de 1957, sendo baseada no USS Franklin D. Roosevelt (CV-42). O VX-3 foi a primeira unidade a se qualificar para uso embarcado do Crusader, porém, perdendo várias aeronaves em acidentes, vários deles sendo fatais para seus pilotos.
O primeiro esquadrão de combate a voar o Crusader foi o VF-32, baseado em NAS Cecil Field, na Flórida, em 1957; sendo enviado para o Mediterrâneo durante aquele ano, a bordo do USS Saratoga (CVA-60). O VF-32 foi renomeado como "Swordsmen" (espadachim), em homenagem a nova aeronave. A Frota do Pacífico recebeu seus primeiros Crusaders na NAS Moffett Field, no norte da Califórnia e o VF-154 "Grandslammers" iniciaram suas operações com o F-8. Mais tarde, em 1957, o VMF-122 da USMC recebeu seus primeiros Crusaders.

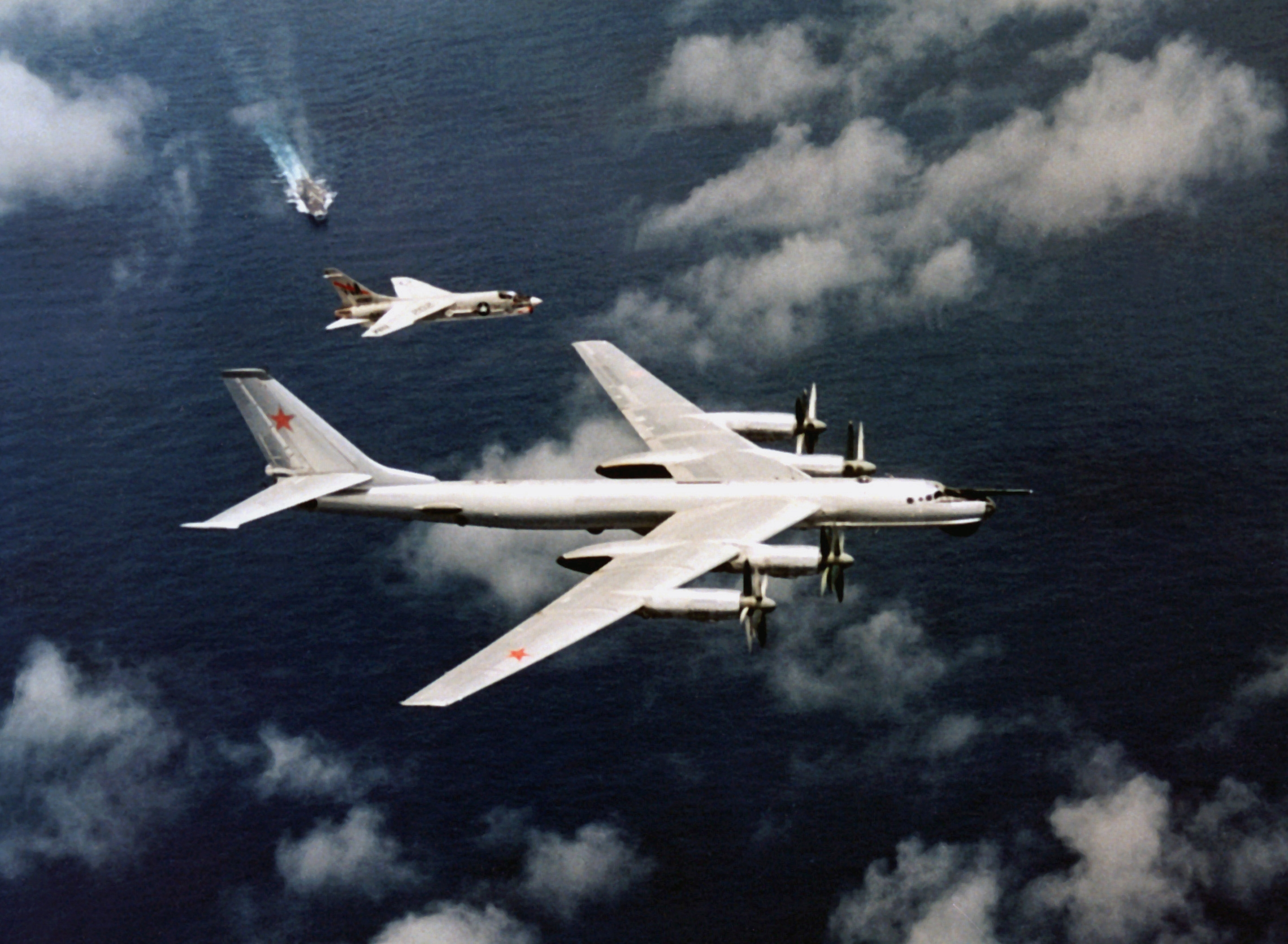
Um F-8 do USS Oriksany interceptando um Tu-95 soviético

Em 1962, o Departamento de Defesa americano padronizou as designações de aeronaves militares nas forças armadas, deixando-as similares as utilizadas na força aérea. Consequentemente, o F8U foi redesignado como F-8 e o F8U-1 se tornou o F-8A.
O Crusader se tornou um caça diurno quando operados nos conveses dos navios-aeródromos. Na época, as alas embarcadas da USN haviam passado por uma série de introduções e aposentadorias de aeronaves de caça (tanto diurno quanto noturno), devido ao rápido passo do avanço da tecnologia em motores e aviônica. Alguns esquadrões haviam operado alguns tipos de aeronaves por curto espaço de tempo até serem equipadas com aeronaves novas de maior desempenho. O Crusader foi a primeira aeronave pós-Guerra da Coréia a ter uma vida operacional longa no serviço norte-americano.
Crise dos mísseis de Cuba
Os RF-8A de reconhecimento tático se provaram capazes em missões de fotografia a baixa altitude, levando a implementação como destacamentos dos esquadrões da marinha VFP-62 e VFP-63 e do esquadrão dos fuzileiros navais VMCJ-2. Começando no dia 23 de outubro de 1962 (em meio a Crise dos mísseis de Cuba), os RF-8A voou missões extremamente arriscadas de reconhecimento fotográfico sobre Cuba, sendo esses as primeiras missões reais do Crusader. Elementos de duas aeronaves decolavam de Key West duas vezes por dia, voando em baixa altitude por sobre território cubano e voltando para Jacksonville, onde os filmes das câmeras eram descarregados, revelados e enviados diretamente para o Pentágono.
Estes voos confirmaram que a União Soviética estava instalando mísseis balísticos de médio alcance (MRBM) em Cuba. Os RF-8A também monitoraram a retirada dos mísseis soviéticos. Após cada voo, a aeronave recebia uma marcação de uma galinha morta. Estes voos continuaram por mais seis semanas e entregaram um total de 160.000 imagens. Os pilotos que voaram essas missões receberam a Cruz de Voo Distinto enquanto o VFP-62 e o VMCJ-2 receberam a Comenda da Unidade da Marinha.
Taxa de Acidentes

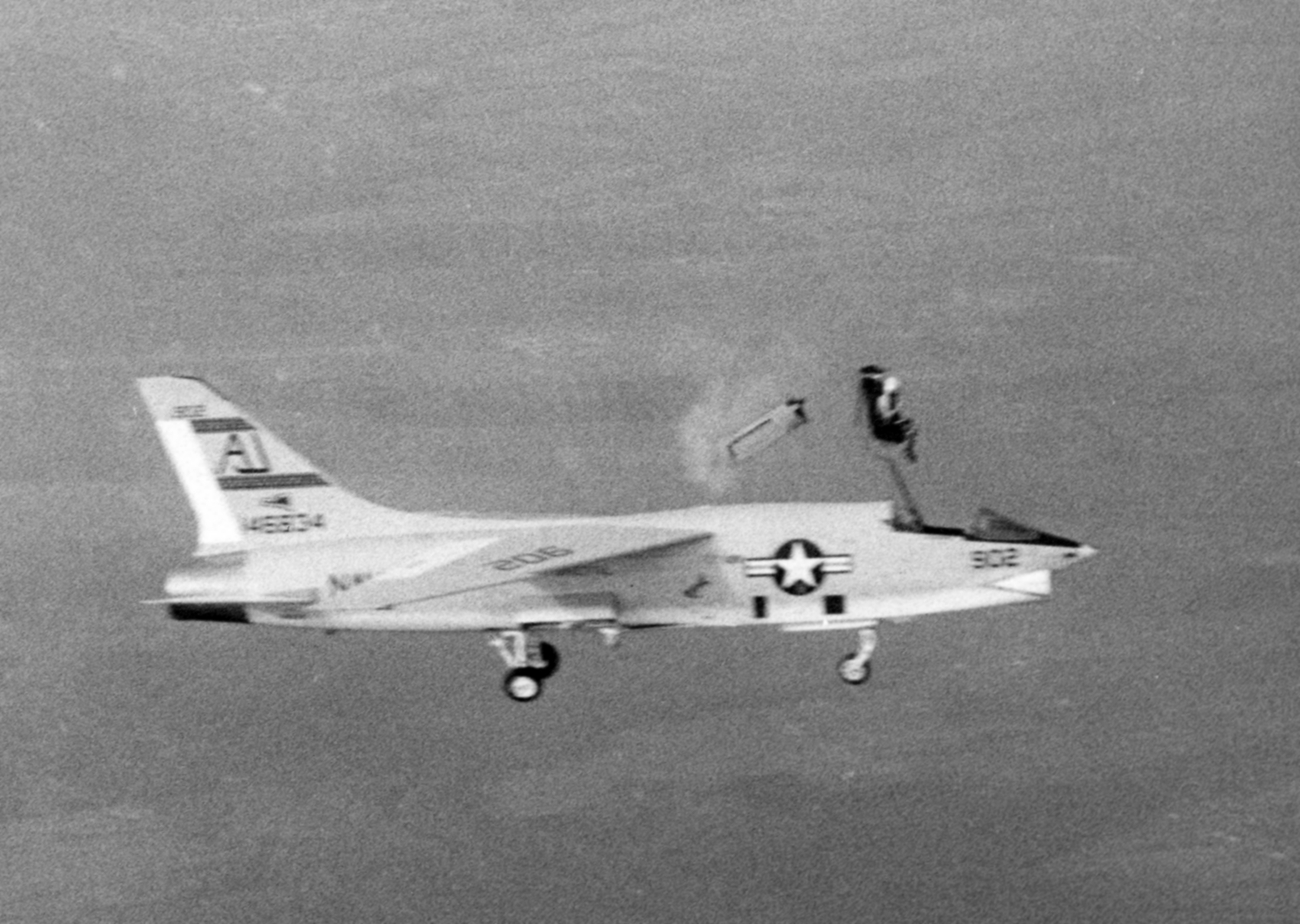
Um piloto ejeta de um RF-8A do VFP-62, 1963

O Crusader não era uma aeronave fácil de voar e, normalmente, não perdoava erros durante pousos embarcados, onde sofria de má recuperação em altas razões de descida, além do trem de pouso esterçável ser difícil de manobrar nos espaços apertados do convés. Um pouso seguro requeria que o navio-aeródromo navegasse a toda velocidade para diminuir a velocidade relativa do pouso para os pilotos do Crusader. As chaminés dos navios em que o Crusader operava, devido ao esforço dos motores, lançavam fumaça preta, que, em algumas vezes, obscurecia o convés e obrigava que o piloto dependesse somente das instruções via rádio do Oficial de Sinalização de Pouso. Inicialmente, os pilotos eram encorajados a manter uma quantidade mínima de combustível na aeronave antes do pouso, porém, a adoção dos motores J57-P420, mais potentes, melhorou a situação. O F-8 ganhou a reputação de "eliminador de alferes" durante a fase inicial de seu serviço operacional. A tomada de ar era tão baixa quando a aeronave estava no chão que as equipes de terra a apelidaram de "crocodilo" (inglês: The Gator).
A taxa de acidentes do Crusader era relativamente maior, se comparado aos suas contrapartes da época, como o A-4 Skyhawk e o F-4 Phantom II. Porém, a aeronave contava com uma capacidade desejável e provada por alguns pilotos: a capacidade de poder decolar e pousar com suas asas dobradas. Um desses episódios aconteceu em 23 de agosto de 1960, quando um Crusader com suas asas ainda dobradas decolou de Napoles-Capodichino com seu pós-combustor acionado, subindo até 1.500 m (5.000 ft) e pousando em segurança pouco tempo depois. O piloto reportou que as forças necessárias para exercer controle sobre a aeronave eram bem maiores que o normal. O Crusader era capaz de voar nessa configuração, apesar do piloto precisar diminuir o peso da aeronave, ejetando cargas externas e alijando combustível antes de pousar. De 1.261 Crusaders construídos, na época de sua retirada de serviço, 1.106 haviam sido envolvidos em incidentes de toda espécie.
Guerra do Vietnã

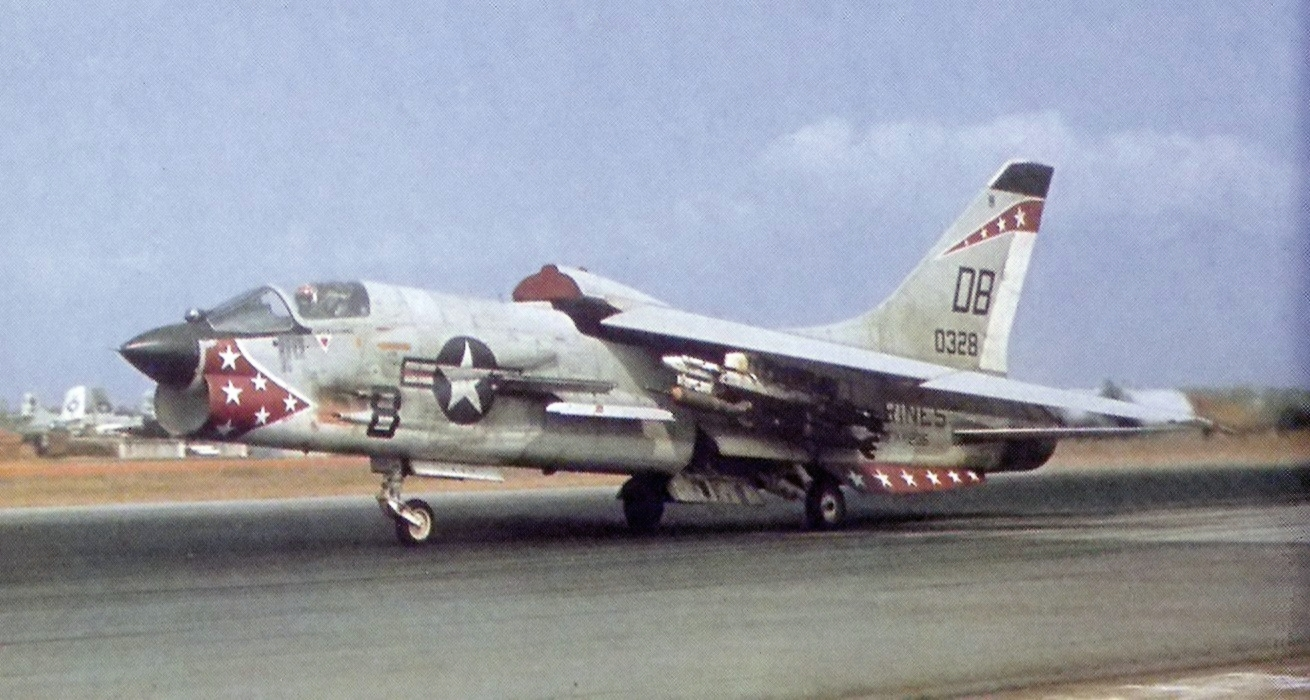
Um F-8E do VMF(AW)-235 da USMC em Da Nang, 1965. Nota-se o IRST montado a frente do parabrisas

Quando o conflito iniciou nos céus do Vietnã do Norte, foram os Crusaders da USN (embarcados no USS Hancock) que engajaram os caças MiG-17 da Força Aérea Popular do Vietnã (FAPV), em 3 de abril de 1965. Os MiGs reivindicaram o abate de um F-8 e a câmera de canhão da aeronave do Tenente (Ten.) Pham Ngoc Lan revelou que rajadas de seus canhões chegaram a incendiar o F-8, porém seu piloto, o Capitão de Corveta (C.C.) Spence Thomas conseguiu pousar sua aeronave danificada na Base Aérea de Da Nang, com os F-8 restantes conseguindo pousar em seu navio-aeródromo. O F-8 repetidamente encontrava os MiGs norte vietnamitas nos anos seguintes, apesar do F-8 jamais ter feito contato radar em qualquer um desses engajamentos. Em vez disso, os pilotos confiavam nos controladores de interceptação para encontrar os inimigos e guiar os Crusaders para sua direção, além de prover uma posição de tiro vantajosa. Em uma missão de combate comum era executada por um par de aeronaves F-8, com um piloto se concentrando na operação do radar e navegação enquanto o outro elemento rastreava visualmente os céus; controladores em terra alertavam e direcionavam as aeronaves em direção aos MiGs, nos quais os Crusaders se aproximavam por trás em alta velocidade, não utilizando o próprio radar para detectar as aeronaves inimigas. A presença de mísseis superfície-ar (SAM) americanos, usualmente, levava os MiGs a voar em baixa altitude, condição na qual o F-8 era mais manobrável e contava com maior vantagem.
A USN havia desenvolvido o emprego de "caça noturno" para o F-4 Phantom II, um interceptador todo-tempo, equipado para engajar bombardeiros a longa distância com mísseis ar-ar AIM-7 Sparrow, ou seja, sua manobrabilidade não era enfatizada em seu projeto. Alguns especialistas acreditavam que a era do dogfight havia findado, com o advento de mísseis ar-ar de longo alcance sendo utilizado para abater inimigos antes mesmo deles chegarem próximos de iniciar um dogfight. Com o combate aéreo acontecendo no Vietnã do Norte de 1965 a 1968, ficou aparente que tal "era" não havia terminado. Em um dogfight entre um F-8 da USN e um MiG-21 da FAPV em 1º de agosto de 1968, o ás vietnamita Nguyễn Hồng Nhị disparou dois mísseis ar-ar K-13A a um par de F-8s, reivindicando um abate contra um deles, e após um rápido combate contra o F-8 restante, outro par de Crusaders engajou o MiG-21 e disparou dois mísseis Sidewinder contra o MiG-21 de Nguyễn Hồng Nhị, o atingindo e o obrigando a ejetar. A vitória contra o ás vietnamita foi creditada ao Ten. McCoy, comandando um F-8H do VF-51, baseado no USS Bon Homme Richard.

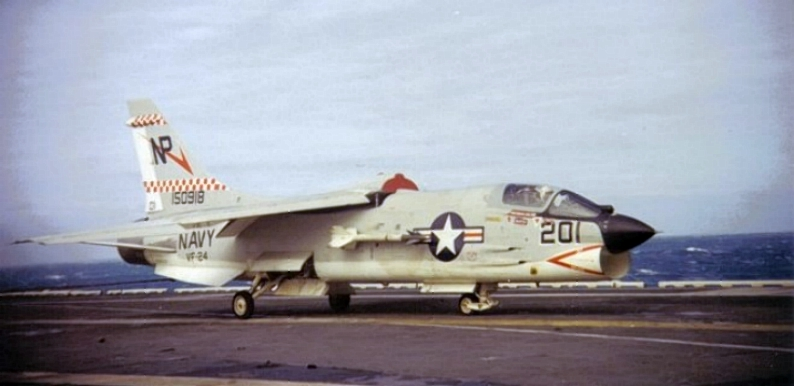
Um F-8J do VF-24 no convés do USS Hancock (CVA-19)

Com a progressão do conflito, o Vietnã do Norte recebeu caças MiG-21, nos quais se provaram ser oponentes muito capazes contra os F-8, porém, o Crusader provou ser efetivo com grupo em explorar as fraquezas do MiG-21. Após o final da Operação Rolling Thunder em novembro de 1968, aeronaves americanas pararam de voar em áreas mais prováveis de encontros com MiGs, diminuindo as possibilidades de combates aéreos. Com isso, os Crusaders começaram a ser empregados como "caminhões de bombas", com unidades embarcadas da USN e baseadas em terra da USMC executando missões de apoio aéreo aproximado e interdição, tanto no Vietnã do Norte quanto no Vietnã do Sul. Durante a Operação Linebacker II, em dezembro de 1972, vários F-8 da marinha foram designados para voar missões de superioridade aérea, no entanto, houve pouca oposição aérea durante essas operações. Combates aéreos contra MiGs haviam ficado cada vez mais escassos naquela altura do conflito.
Apesar o apelido de "o último dos pistoleiros", os F-8 somente marcaram quatro vitórias com seus canhões, com todas as outras marcadas com mísseis Sidewinder,  parcialmente devido a propensão do mecanismo de alimentação dos canhões Colt Mk.12 de emperrar durante altas cargas G, em manobras de combate. Entre junho e julho de 1966, durante 12 engajamentos sobre o Vietnã do Norte, os Crusaders reivindicaram quatro MiG-17 contra a perda de dois F-8. Pilotos de Crusaders tiveram a melhor taxa de abates de qualquer caça americano na guerra, com 19 caças inimigos abatidos (16 MiG-17 e 3 MiG-21) para 3 Crusaders destruídos. Os pilotos da FAPV reivindicaram 11 vitórias contra F-8, com somente três delas confirmadas pelos americanos, todos em 1966 contra o MiG-17. Um total de 180 F-8 foram perdidos durante a guerra - majoritariamente por fogo anti-aéreo e acidentes.
Aposentadoria

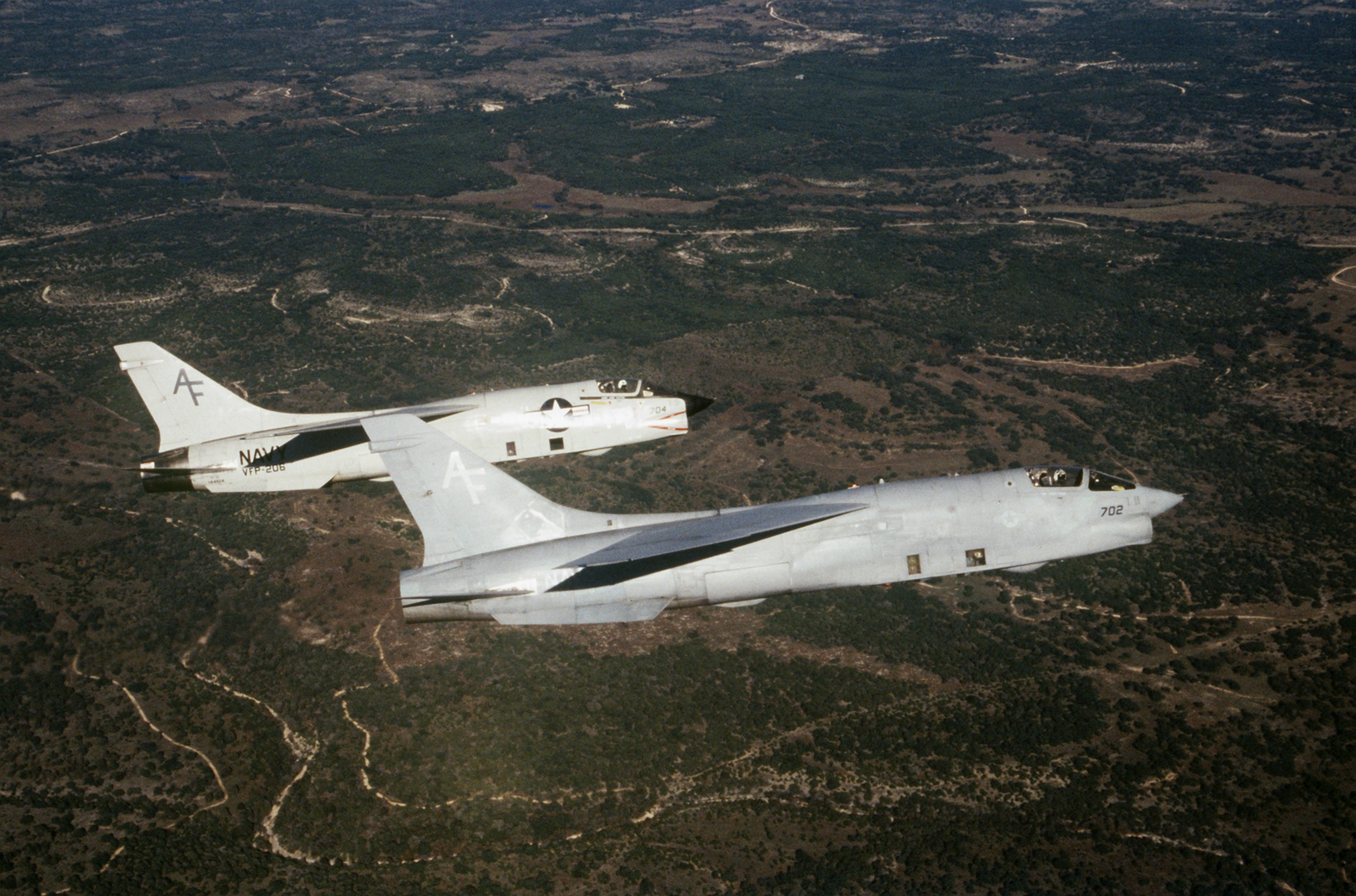
Dois RF-8G da VFP-206 no final de 1986. Estes foram alguns dos últimos Crusaders a serem operados na USN

A LTV produziu e entregou o seu último Crusader para o VF-124 da USN em NAS Miramar no dia 3 de setembro de 1964. O último Crusader de caça em serviço na Marinha foram aposentados do VF-191 e do VF-194, baseados no USS Oriksany em 1976, após duas décadas de serviço.
A variante de reconhecimento tático continuou em serviço na USN por mais 11 anos, com os RF-8G do VFP-63 até 1982, com a Reserva Naval americana mantendo dois esquadrões (VFP-206 e VFP-306) na Instalação Aeronaval (NAF) Washington, em Maryland, até a desmobilização do VFP-306 em 1984 e do VFP-206 em 29 de março de 1987, quando o último Crusader foi repassado para o Museu Nacional do Ar e Espaço.
O Crusader foi a única aeronave que utilizou o míssil ar-ar AIM-9C Sidewinder, a variante guiada por radar do Sidewinder. Em 1969, a USN optou por estocar seus AIM-9C, devido ao restritivo envelope de lançamento da arma, bem como sua alta demanda de manutenção e dificuldades logísticas associadas. Quando o Crusader foi aposentado, esses mísseis foram convertidos como míssil antirradiação AGM-122 Sidearm.

### NASA

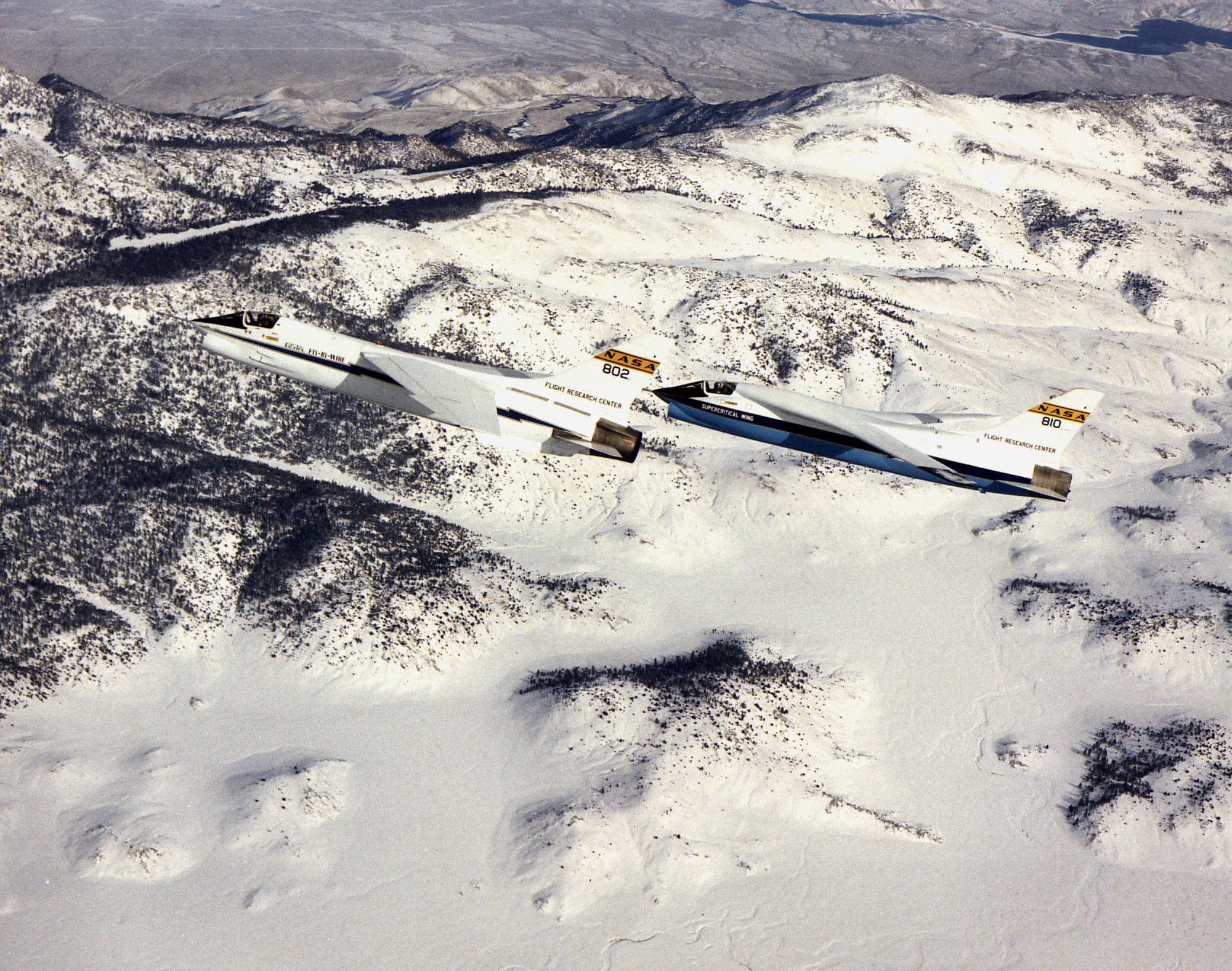
F-8 de testes da NASA, 1973

Vários F-8 modificados foram utilizados pela NASA no início dos anos 70, provando a viabilidade de sistemas fly-by-wire digital (utilizando equipamentos de processamento de dados do Apollo Guidance Computer), bem como o desenho de asa supercritico.

### Filipinas

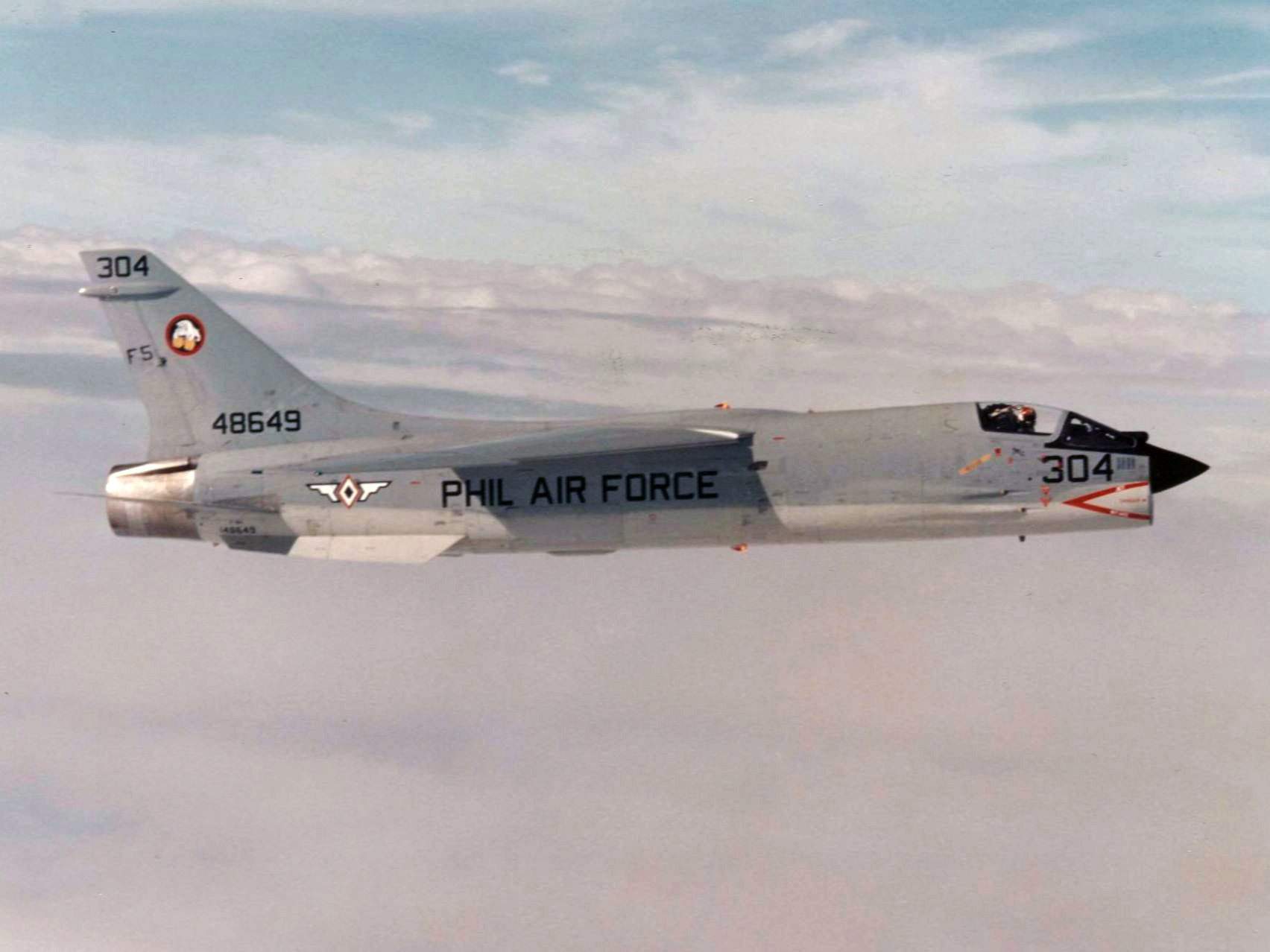
F-8H da Força Aérea das Filipinas, 1978

No final de 1977, o governo filipino adquiriu 35 F-8H de segunda mão da Marinha dos Estados Unidos, dos quais estavam estocados na Base Aérea de Davis-Monthan, no Arizona. 25 deles foram reformados pela Vought, enquanto outros dez foram estocados para fornecerem peças de reposição para a frota. Como parte do acordo, os Estados Unidos treinariam pilotos filipinos em aeronaves bipostas TF-8A. Os Crusaders eram operados pelo 7º Esquadrão de Aviação de Caça, baseado na Base Aérea de Basa, sendo mais utilizados para interceptação de bombardeiros soviéticos e escolta de voos presidenciais. Porém, devido a falta de peças de reposição e a rápida deterioração das aeronaves, os F-8 restantes foram groundeados em 1988 e deixados num campo aberto em Basa. Eles foram finalmente retirados de serviço três anos depois, após serem danificados seriamente durante a erupção do Monte Pinatubo em 1991, sendo postos a venda como sucata. Algumas das células fora de operação foram reformadas para serem utilizados no filme Thirteen Days, que dramatizaram os acontecimentos da Crise dos Mísseis de Cuba, representando os RF-8A utilizados em missões de reconhecimento tático sobre Cuba.

### França

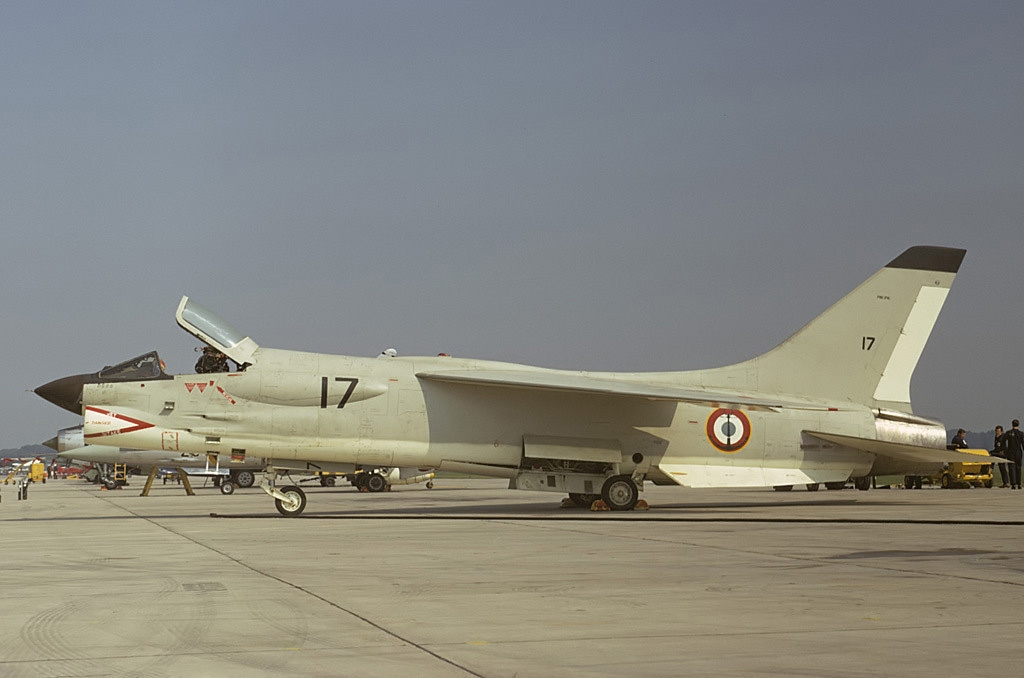
Um F-8E(FN) da Marinha Francesa, em 1973

Durante o início dos anos 60, a arma aérea da Marinha Francesa, a Aéronavale, requeriu um caça embarcado para operar nos novos navios aeródromos franceses, o Clemenceau e o Foch, com o F-4 Phantom II, que entrava em serviço pela Marinha dos Estados Unidos (USN), se provou muito grande para os diminutos navios aeródromos franceses. Após provas embarcadas no Clemenceau, feitas em 16 de março de 1962, com dois F-8 do VF-32, baseados no USS Saratoga, os franceses escolheram o F-8 e encomendaram 42 unidades, sendo essas as últimas construídas.
Os Crusaders franceses eram baseados no F-8E, mas modificados para facilitar operações nos convéses franceses; com o ângulo máximo de incidência das asas aumentado de cinco para sete graus, flapes soprados montados. O sistema de armas foi modificado para carregar mísseis ar-ar Matra R.530, ao invés do AIM-9 Sidewinder, apesar da capacidade de uso do Sidewinder ter sido mantida. A entrega dessas aeronaves, designadas como F-8E(FN), começaram em outubro de 1964 e continuaram até fevereiro de 1965, com o primeiro esquadrão da Aéronavale, a Flotille 12F, reativada em 1º de outubro de 1964. Para substituir os antigos Corsair, a Flotille 14F recebeu seus Crusaders em 1º de março de 1965.
Durante outubro de 1974 e junho de 1977, os Crusaders do 14F participaram das missões Saphir, sob o Djibuti. Em 7 de maio de 1977, dois Crusaders saíram - separadamente - em patrulha contra dois F-100 Super Sabre da Força Aérea Francesa, baseados no Djibuti. O líder da formação interceptou os dois caças e iniciou combate (na qual deveria ser uma ação de treinamento), porém, rápidamente chamou seu ala e pediu ajuda, uma vez que havia interceptado dois MiG-21 iemenitas. Os dois caças franceses acionaram as chave de armas, porém, todos decidiram voltar a suas bases sem combater. Esta foi a única interceptação de combate feita pelos Crusaders franceses.
Os Crusaders franceses voaram missões de combate sobre o Líbano em 1983, escoltando caças-bombardeiro Super Étendard. Em outubro de 1984, a França destacou o Foch para a costa da Líbia, com o esquadrão 12F embarcado, para conduzir a Operação Mirmillon. Essa operação tinha a intenção de deter o ditador líbio Muammar Gaddafi em escalar tensões na região. Tensões regionais no Golfo Pérsico, maioria devido à Guerra Irã-Iraque, levaram ao envio de um grupo tarefa da Marinha, comandado pelo navio aeródromo Clemenceau, com o 12F embarcado. Em 1993, os destacamentos de Crusaders franceses foram constantemente enviados para missões de combate na costa da Iugoslávia, decolando de navios aeródromos franceses navegando pelo Mar Adriático. Essas missões cessaram em junho de 1999, com a Operação Trident, no Kosovo. No mesmo ano, o Crusader foi aposentado da Aéronavale, sendo substituído pelo Dassault Rafale. O Crusader fez seu último pouso e capatultagem em um navio aeródromo 28 de outubro de 1999, no convés do Foch.

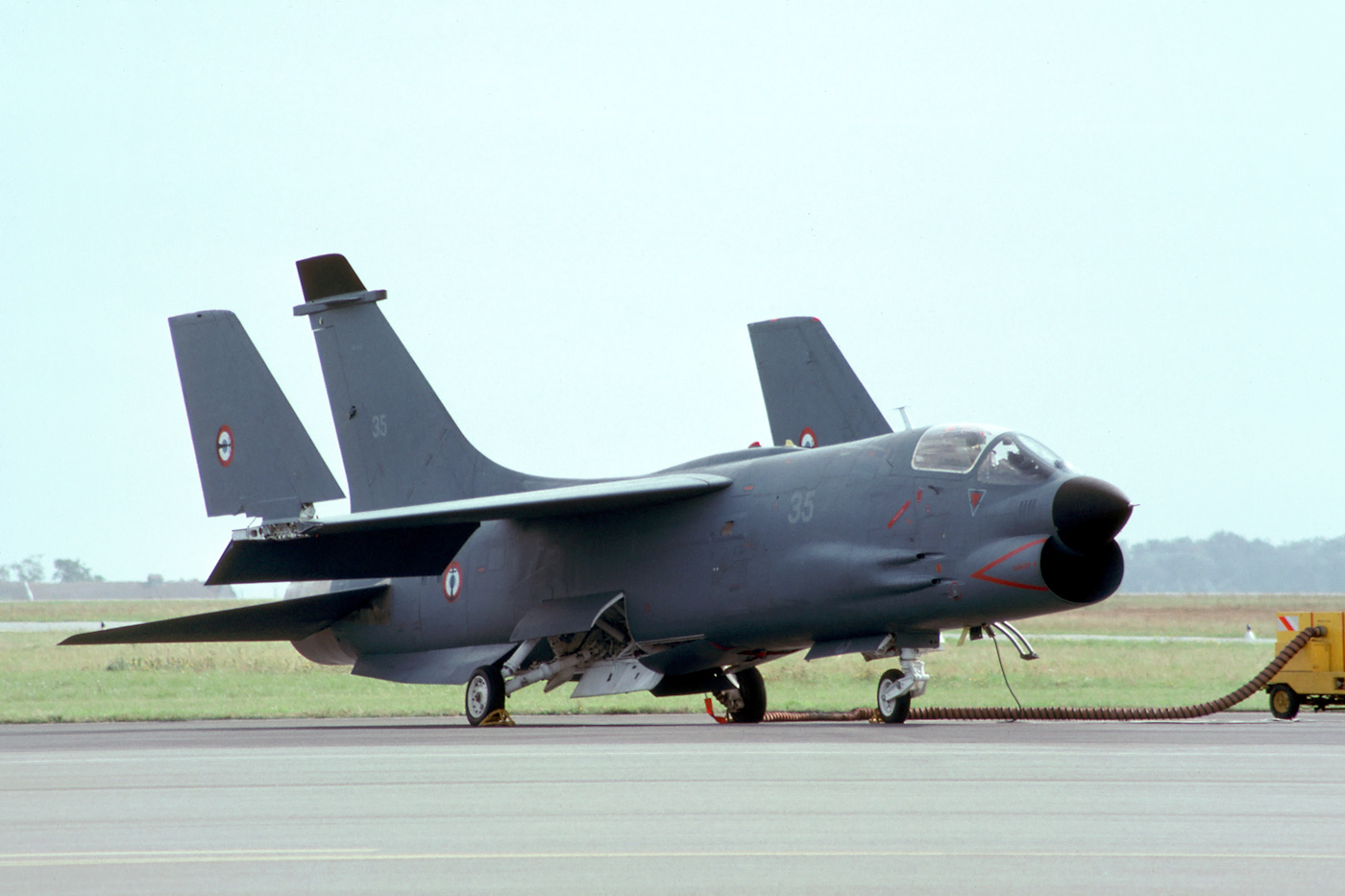
Um F-8P em exibição estática em Brétigny, 1992

Os Crusaders franceses foram alvo de uma série de modificações ao longo de sua vida operacional, sendo equipado com as asas do F-8J em 1969 e recebendo pós-queimadores modificados em 1979. O armamento foi melhorado com a adição dos mísseis ar-ar Matra R.550 Magic, em 1973, e mísseis Magic 2 em 1988. O R.530, que havia ficado obsoleto, foi retirado de uso em 1989, deixado os Crusaders sem um míssil guiado por radar. O Super 530 não conseguiu ser utilizado, uma vez que o radar AN/APQ-104 não conseguiu ser integrado, tendo o Crusader - e a própria Aéronavale - ficado sem essa capacidade até a chegada do Rafale. Em 1989, se chegou a conclusão que o Crusader deveria ser modernizado e ter sua vida estendida, uma vez que o desenvolvimento do Rafale se encontrava atrasado. Cada unidade teve todo seu cabeamento refeito, com o sistema hidráulico revisado e a célula reforçada, para estender sua vida útil. Um assento ejetor Martin-Baker Mk.7 substituiu o assento anterior. A aviônica foi modernizada, com a instalação de um novo sistema de navegação e receptor do alerta de radar (RWR). As 17 unidades modernizadas foram redesignadas como F-8P (Prolongé, de estendido, em francês).

## Variantes
- XF8U-1 (XF-8A): Protótipos originais, designados pela Vought como V-383; Duas unidades produzidas;
- F8U-1 (F-8A): Primeira variante de produção, tendo o motor J57-P-12 original substituído pelo J57-P-4A após a 31ª unidade. 318 unidades construídas;
  - YF8U-1 (YF-8A): Variante de provas de desenvolvimento; Uma unidade convertida em um F-8A;
  - F8U-1D (DF-8A): Variante de direção de aeronaves não tripuladas, tendo sido utilizada para testar o míssil de cruzeiro SSM-N-8 Regulus e alvos aéreos DF-9 Cougar. Unidades convertidas de F-8A;
  - DF-8F: Variante de direção de aeronaves não tripuladas para teste de mísseis, sendo utilizado nas instalações da USN em China Lake;
  - F8U-1KU (QF-8A): Variante de alvo aéreo. Unidades convertidas de F-8A;
- F8U-1E (F-8B): Variante com capacidade all-weather (todo tempo) limitada, com a instalação de um radar AN/APS-67, além da remoção do casulo interno de foguetes, que não era utilizado operacionalmente.130 unidades construídas;
  - YF8U-1E (YF-8B): Variante de provas do F-8B; Uma unidade convertida em um F-8A;
  - F-8L: Modernização do F-8B equipado com hardpoints ventrais e radar AN/APQ-149. 61 unidades convertidas;
  - F8U-1P (RF-8A): Variante de reconhecimento tático desarmado do F-8B. 144 unidades produzidas;
    - RF-8G: Modernização do RF-8A;[41]
    - YF8U-1P (YRF-8A): Protótipos de desenvolvimento do RF-8A, designados pela Vought como V-392;
- F8U-2 (F-8C): Variante equipada com motor J57-P-16, com 16,900 lbf (75 kN) de empuxo com pós-queimador, aletas ventrais foram instaladas na seção traseira da fuselagem para retificar problemas de instabilidade vertical, dois hardpoints nas laterais da fuselagem, com trilhos em Y, para a montagem de mísseis Sidewinder e radar AN/APQ-83 (montado em outras modernizações). 187 unidades construídas;
  - YF8U-2 (YF-8C): Protótipos para testes do J57-P-16. Duas unidades convertidas do F-8A;
  - F-8K: Modernização do F-8C com prvisões para o míssil AGM-12 Bullpup e radar AN/APQ-125. 89 unidades convertidas;
- F8U-2N (F-8D): Variante all-weather (todo tempo). Casulo interno de foguetes substituído por um tanque adicional de combustível; motor J57-P-20, com 18,000 lbf (80 kN) de empuxo com pós-queimador; novo sistema de pouso, que mantem a velocidade durante a aproximação, incorporação do radar AN/APQ-83 (futuramente substituído pelo AN/APQ-94, em modernizações). 152 unidades construídas;
  - YF8U-2N (YF-8D): Protótipo do F8U-2N. Uma unidade construída;
  - F-8H: Modernização do F-8D, com célula e trem de pouso reforçados e radar AN/APQ-84. 89 unidades convertidas;
- F8U-2NE (F-8E): Variante equipada com motor J57-P-20A, com 18,000 lbf (80 kN) de empuxo com pós-queimador; radar AN/APQ-94, montado em um novo radome; espinha dorsal equipada com aviônica para o lançamento de mísseis AGM-12 Bullpup; carga útil aumentada para 2.270 kg (5.000 lb); assento ejetor Martin-Baker; IRST instalado a frente do para-brisas. 286 unidades construídas;
  - YF8U-2NE: Protótipo do F8U-2NE; Uma unidade convertida de um F-8A;
  - F-8E(FN): Variante de superioridade aérea produzida para a Marinha Francesa. Asas modificadas para maior incidência, sistema de controle de camada limite, profundores maiores e radar AN/APQ-104. 42 unidades construídas;
    - F-8P: Modernização do F-8E(FN). Célula e trem de pouso reforçados, sistemas de navegação e receptor de alerta radar (RWR) modificados. 17 unidades modernizadas;

  - F8U-1T (TF-8A): Variante de dois lugares baseado no F8U-2NE. Fuselagem foi aumentada em 61 cm, armamento interno reduzido para dois canhões, motor J57-P-20. Uma unidade construída, com outras unidades (normalmenye F-8A) convertidas;[42]
    - XF8U-1T: Um XF8U-2NE utilizado para avaliações da variante de duplo assento;

  - F-8J: Modernização do F-8E, similar ao F-8D, porém com modificações na asa similares as do F-8E(FN), hardpoints "molhados" para tanques externos de combustível, motor J57-P-20A e radar AN/APQ-124. 136 unidades convertidas;

### Derivados
- LTV V-1000: Variante extensamente revisada do F-8 para o Programa Internacional de Aviões da Caça (IFAP) da USAF em 1969, em resposta a ampla difusão do MiG-21 soviético. A aeronave competiu contra o Lockheed CL-1200 e o F-5A-21 em uma licitação para vendas ao exterior pelo Programa da Assistência Militar (MAP) dos EUA.[43] O V-1000 era equipado com um motor General Electric J79-GE-17, 1.723 kg de redução de peso, e simplificação geral da aeronave.[43] O V-1000 chegou a ser selecionado, porém, o contrato nunca foi feito.[43]
- XF8U-3 Crusader III (V-401): Novo projeto baseado vagamente nas primeiras variantes do F-8, criado para competir contra o F-4 Phantom II. Motor J75-P-5A, com 29,500 lbf (131 kN) de empuxo com pós-queimador; O modelo fez seu primeiro voo em 2 de junho de 1958, tendo alcançado Mach 2.39 na campanha de provas. Cancelado após cinco unidades construídas, devido ao F-4 ter levado o contrato da USN.

## Operadores
- Estados Unidos
  - Marinha dos Estados Unidos
  - Corpo de Fuzileiros Navais dos Estados Unidos
  - NASA
  - Thunderbird Aviation [44]
- Filipinas
  - Força Aérea das Filipinas
- França
  - Aviação Naval Francesa

## Especificações (F-8E)
Fontes: The Great Book of Fighters , Quest for Performance , Combat Aircraft since 1945 , Joe Baugher 

### Características Gerais
- Tripulação: 1
- Comprimento: 17,05 m (55 ft 11.6 in)
- Envergadura: 10,87 m (35 ft 8 in)
- Altura: 4,80 m (15 ft 9.1 in)
- Área Alar: 34,8 m² (375 sq ft)
- Alongamento: 3.4
- Aerofólio: NACA 65A006 mod (raiz de asa), NACA 65A005 mod (ponta de asa)
- Coeficiente de Arrasto Zero: CD0.0133
- Área de Arrasto: 0.46 m² (5.0 sq ft)
- Peso Vazio: 8.528 kg (18,800 lb)
- Peso Carregado: 13,154 kg (29,000 lb)
- Peso Máximo de Decolagem (MTOW): 15,422 kg (34,000 lb)
- Capacidade de Combustível: 5.102,7 L (1,348 US gal, 1,122.4 imp gal)
- Motor: 1x turbojato Pratt & Whitney J57-P-20A, com 11.400lbf (51 kN) de empuxo seco, 18.000kgf (80 kN) com pós-combustão;

### Desempenho
- Velocidade Máxima: 1.974 km/h (1.066 kn; 1.227 mi/h; Mach 1.8) à 10.973 m (36.000 ft);
- Velocidade de Cruzeiro: 496 km/h (268 kn; 308 mi/h);
- Velocidade de Estol: 250 km/h (135 kn; 155 mi/h);
- Velocidade Nunca Exceder: 1.435 km/h (775 kn; 882 mi/h);
- Alcance de Combate: 730 km (394 nmi; 453 mi);
- Alcance de Traslado: 2.791 km (1.507 nmi; 1.734 mi);
- Teto de serviço: 18.000 m (58.000 ft)
- Carga Alar: 377 kg/m² (77.3 lb/sq ft)
- Razão de Planeio: 12.8
- Taxa Empuxo-Peso: 0.62

### Armamento
- Canhão: 4x Colt Mk.12, de 20mm. 125 disparos
- Foguetes: 2x casulos de foguetes LAU-10 com 4x foguetes Zuni de 127mm;

- Mísseis Ar-Ar: 4x AIM-9 Sidewinder, de curta distância, guiado por infravermelho;
  - 4x Matra R.550 Magic, de curta distância, guiado por infravermelho (exclusivo na Aviação Naval Francesa);
- Mísseis Ar-Superfície:  2x AGM-12 Bullpup, guiado manualmente (MCLOS)
- Bombas de Emprego Geral: 8x Mk.81 (113 kg / 250 lbs)
  - 8x Mk.82 (227 kg / 500 lbs)
  - 2x Mk.83 (454 kg / 1000 lbs)
  - 2x Mk.84 (907 kg / 2000 lbs)
- Hardpoint: Quatro. Dois trilhos duplos (em Y) montados na lateral da fuselagem (para foguetes Zuni e mísseis Sidewinder) e dois montados abaixo das asas, com capacidade de carga de 2.000 kg (4.000 lb).

### Aviônica
- Radar de Controle de Tiro: Magnavox AN/APQ-84
  - Magnavox AN/APQ-94